# إلمر دي. مورس
إلمر دي. مورس هو شخصية أعمال وسياسي أمريكي، ولد في 6 أبريل 1844 في ماديسون في الولايات المتحدة، وتوفي في 13 فبراير 1921. نشط حزبياً في الحزب الجمهوري. وقد انتخب عضو مجلس ولاية ويسكونسن ‏.